# Emma Schmidt
Emma Schmidt (* 8. Februar 1944 in Wien) ist eine österreichische Pianistin.

## Leben
Schmidt absolvierte ein Klavierstudium an der Grazer Musikhochschule und besuchte Meisterkurse bei Paul Badura-Skoda, Carlo Zecchi, Karl Engel und Sergio Lorenzi in Salzburg und Siena. Ein Auslandsstipendium führte sie für ein Jahr nach Venedig.
Schmidt unterrichtete als Professorin an der Musikhochschule Graz sowie als Dozentin an der Musikhochschule Hannover. Seit Beendigung der Lehrtätigkeit widmet sie sich ganz ihrer solistischen Karriere.

## Auszeichnungen
- 1969: Bösendorfer-Preis, Wien
- 1979: 1. Preis im Kammermusikwettbewerb „Vittorio Gui“, Florenz
- 2002: Österreichisches Ehrenkreuz für Wissenschaft und Kunst